# Chris Smildiger
Christiaan Henderik „Chris“ Smildiger (* 2. März 1929 in Den Haag; † 21. Oktober 2010 ebendort) war ein niederländischer Leichtathlet und Jazzmusiker (Kontrabass, Piano, auch Klarinette). Als Laufsportler spezialisierte er sich auf die Strecke über 400 m, auf der er zweimal niederländischer Meister wurde. Nach seiner Sportkarriere war er mehrere Jahrzehnte erfolgreich im traditionellen Jazz aktiv.

## Leben und Wirken
Smildiger erhielt ab 1936 vier Jahre klassischen Klavierunterricht, später Unterricht durch Lex Moser. Nach dem Zweiten Weltkrieg nahm er einige Jahre lang Privatunterricht auf dem Kontrabass. Er spielte dann als Solopianist für die Clubs der US-Armee in Frankreich und Deutschland. Danach arbeitete er für drei Jahre als Schiffspianist auf der Holland-Amerika-Linie. In den frühen 1950er Jahren trat er mit seinen eigenen Combos und mit der Ultra Marine Jazzband auf.
Daneben betrieb er Leichtathletik. 1953 lief Smildiger für VenL Den Haag die 400 m in 50,5 s und holte den Titel vor dem Meister des Vorjahres, Bart Verwey. Zwei Jahre später holte er den Titel mit 49,6 s. Bei den B-Meisterschaften belegte er 1953 mit 2:03,4 min auf der 800-m-Strecke den ersten Platz. Smildiger nahm in seiner Leichtathletikkarriere auch an sechzehn internationalen Wettbewerben teil und war in der 4 × 400-m-Nationalstaffel aktiv (nationaler Rekord 1955).
1955 wurde Smildinger als Bassist zusammen mit dem Pianisten Paul Ruys Teil des Trios des Gitarristen Flip Willemsen. Im selben Jahr trat er auch die Nachfolge des Bassisten Co Atpress in Eric Krans' Dixieland Pipers an, konnte aber an einer Deutschlandtournee 1955/56 nicht teilnehmen (und wurde vorübergehend durch Jack Sewing ersetzt). Zusammen mit dem Trompeter Jean François spielte er mit den niederländischen Wolverines unter der Leitung von Henk Schilp. Am 22. August 1956 macht er (wieder mit den Dixieland Pipers) seine ersten Aufnahmen für Columbia. Im selben Jahr folgte die EP Jubilee mit der britischen Sängerin Beryl Bryden als Gastsolist. Mit den Three Penny Four, einer Combo des Pianisten Henk Elkerbout mit Flip Willemsen an der Gitarre und Louis Debij am Schlagzeug, nahm er am 20. November 1960 eine EP auf. Dann gehörte er zum Quintett von Jan Morks, mit dem Aufnahmen 1962 zu einem Edison in der Kategorie Jazz führten und in den folgenden Jahren Rundfunkaufnahmen für NCRV und AVRO entstanden. Nach einer Tätigkeit für The Down Town Jazz Band gehörte er von 1967 bis 1970 der Dutch Swing College Band als Bassist an, mit der er international auf Tournee war (auch in der DDR und in Singapur) und auf mehreren Alben zu hören ist. Daneben nahm er mit Studiogruppen wie der Cheesetown Jazzband, den Dutch Dixie Devils und den Durch Dixie All Stars (bzw. Kansas City Stompers) Alben auf.
Zwischen 1971 und 1975 trat er regelmäßig mit seiner eigenen Chris Smildiger Swing Combo im Jazz Club in Den Haag auf, aber auch mit der Swing Combo Tonny Nüsser. Weiterhin arbeitete er mit der Reunion Jazzband (1975–1993), den New Orleans Syncopators, der Harbour Jazzband und den Stork Town Dixie Kids. Für Ted Easton wirkte er bei Aufnahmen mit Cab Kaye, Buddy Tate, Harry Edison, Milt Buckner und Bertice Reading mit. Auch trat er mit den französischen Globetrotters, dem schwedischen Jörgen Gottlieb Quintett und den Tremble Kids auf und war als Begleiter von Toots Thielemans tätig.